# Kaliumhexahydroxoantimonat(V)
Kaliumhexahydroxoantimonat, K[Sb(OH)6] ist das Kalium-Salz der Antimonsäure.

## Eigenschaften
Kaliumhexahydroxoantimonat ist ein geruchsloser, weißer Feststoff. Es gilt als nicht brennbar und wenig löslich in Wasser. Der pH-Wert liegt zwischen 7,5 und 9 (20 g·l−1 bei 20 °C).

## Verwendung
Die Verbindung wird für den Nachweis des Natrium-Ions benutzt. Bei dieser entsteht das Kalium-Ion und Natriumhexahydroxoantimonat(V).
{\displaystyle {\ce {Na+ + K[Sb(OH)6] -> Na[Sb(OH)6] + K+}}}

## Sicherheitshinweise
Der Feststoff kann beim Verschlucken oder Inhalieren toxisch wirken. Es kann zu Blutdruckabfall und Durchfall kommen, sowie zu Funktionsstörungen der Niere.
Heftige Reaktionen sind mit Säuren möglich. Im Brandfall können Kaliumoxid und Antimonoxide entstehen.